# Анган (присілок)
Анган (рос. Анган) — присілок у Куйбишевському районі Новосибірської області Російської Федерації.
Входить до складу муніципального утворення Сергінська сільрада. Населення становить 67 осіб (2010).

## Історія
Згідно із законом від 2 червня 2004 року органом місцевого самоврядування є Сергінська сільрада.

## Населення
| 1926 | 2002 | 2007 | 2010 |
| ---- | ---- | ---- | ---- |
| 477  | ↘127 | ↘91  | ↘67  |